# Коробоккуру

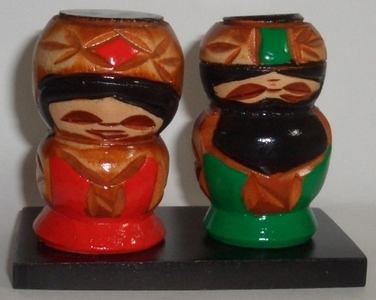
Дерев'яні фігурки коропоккуру

Коробоккуру (в перекладі з айнської — «люди менше рослини коро», від Кор(о) — назва рослини, Бок — «мало», Кур(у) — «людина») — вимерла етнічна група невідомого походження, що до кінця Середньовіччя мешкала на островах Хоккайдо, Тохоку (Японія), Сахалін та Курили (Росія).
Про їх зовнішність і побут можна судити лише зі слів айнів. Так, за описом айнів, коробоккуру були безбороді, робили собі татуювання, носили вузькі штани, плавали на човнах, обтягнутих шкірою. Судячи з цих описів, коробоккуру були близькими до ескімосів. На перетині ер коробоккуру були витіснені айнами з Тохоку на Хоккайдо, а в XI—XV ст. — на Сахалін та Курильські острови.
На честь цих людей названо астероїд 8530 Коробоккур.